# アカクルマチグサ属
アカクルマチグサ属（あかくるまちぐさぞく：赤車千種属）、学名 Gibbula は、ニシキウズ科に分類される海産の腹足類の1属。大部分が殻高約2cm以下の小型種で、チグサガイ属と近縁でされる。タイプ種は Trochus magus Linnaeus, 1758（＝アカクルマチグサ Gibbula magus (Linnaeus, 1758)：後指定）。 属名の Gibbula はラテン語の「gibbus（こぶのある-、せむしの-、凸円状の-）」に小さいことを表現する指小辞「-ula」を付けたもの。

## 概要
従来本属とされるものは地中海・欧州大西洋岸から南アフリカにかけて多くの種が分布する。またエイコシタダミ Gibbula eikoae のようにフイリピン~東シナ海に棲む種もある。貝殻はヘソアキクボガイのような形で、螺層には細い螺肋が密に並ぶ。螺層縫合下がやや角張り階段状になる種がある。色彩や模様は多様で、貝殻の底に臍が開く種が多い。相互に似た種があると同時に種内変異も多いため、種の識別が難しい場合も少なくないが、幾何学的形態測定学（geometric morphometrics）を用いればかなり正確に同定できる可能性も示唆されている。
ただし従来より本属に分類されてきた種は分子系統解析からは少なくとも3系のクレード（分岐群）とこれらとは独立した2系統の種を含む多系統群であるとされ、将来的にはタイプ種であるアカクルマチグサが含まれるクレード以外が別属に分類される可能性もある。
もともとニシキウズ属 Trochus 属に分類されていた貝で本属 Gibbula へ移された種が多い。一方でGibbula 属の一部の種が Steromphala 属（下記のリストでは亜属として表記）へ移されている。

## 種類
現生の主な種として以下が知られる。なお海洋種世界登録 (WoRMS)で Steromphala 属に分類されている種も含めた。これら広義のアカクルマチグサ属 Gibbula は近年の遺伝子の研究により、少なくとも3つのクレードに分かれる。
Gibbula (クレード1)
- Gibbula (Steromphala) adriatica 地中海・アゾフ海, 殻高7-14mm。
- Gibbula albida アドリアクルマチグサ。地中海・黒海, 1-2cm。
- Gibbula (Steromphala) cineraria 地中海~大西洋（アゾレス諸島, カナリア諸島）~北海。12-18mm。
- Gibbula (Steromphala) pennanti スペイン沖~北海, 10-16mm。
- Gibbula racketti 地中海~ポルトガル, 4-8mm。
- Gibbula (Steromphala) umbilicalis (その1) 地中海~大西洋欧州岸~モロッコ沖, 10-22mm。

Gibbula (クレード2)
- Gibbula (Steromphala) divaricata 地中海・アドリア海・黒海。殻高12-24mm。
- Gibbula (Steromphala) rarilineata 地中海・黒海~ポルトガル沖~アゾレス諸島・カナリア諸島。8-14mm。
- Gibbula (Steromphala) umbilicata (その2)
- Gibbula (Steromphala) varia 地中海~ポルトガル沖, 8-15mm。

以上クレード1・クレード2はテチス海東端が閉じた中新世以後に分化した種族。
Gibbula (クレード3)
- Gibbula ardens ポルトガル~地中海, 8-16mm。
- Gibbula fanulum ポルトガル~地中海, 9-19mm。
- Gibbula magus アカクルマチグサ。北海~北大西洋~地中海, 2-3cm。
- Gibbula philberti カブトクルマチグサ。ポルトガル~地中海, 8~13mm。
- Gibbula turbinoides ウズマキクルマチグサ。ポルトガル沖~地中海, 4-10mm。

上記クレード3はテチス海が閉じる前の始新世から分化していた。
Gibbula属に近縁の種族の分岐図を下に示す 。
Gibbula属の以下の種（主にアフリカやアジア産）はクレード未確認。
- Gibbula aurantia カナリア諸島。
- Gibbula benzi 南アフリカ, 7-12mm。
- Gibbula candei 大西洋マデイラ諸島・カナリア諸島, 1-2cm。
- Gibbula capensis イナズマチグサ, 南アフリカ, 10-14mm。
- Gibbula cicer ナミビア~南アフリカ, 5-8mm。
- Gibbula denizi アンゴラ沖大西洋, 3mm。
- Gibbula eikoae エイコシタダミ。フィリピン~東シナ海, 5-15mm。
- Gibbula hera 南アフリカ, 6mm。
- Gibbula houarti フィリピン, 6-13mm。
- Gibbula loculosa 大西洋~地中海~黒海, 1-2cm。
- Gibbula rifaca 南アフリカ, 3mm。
- Gibbula spurca 大西洋マデイラ諸島・カナリア諸島, 8-12mm。
- Gibbula stoliczkana スリランカ, フィリピン, 6-12mm。
- Gibbula tingitana 地中海~モロッコ, 2-5mm。
- Gibbula vanwakkeghemi フィリピン, 2-5mm。